# Bentley Azure
La Bentley Azure è una cabriolet a quattro posti prodotta dalla Bentley. Sono state prodotte due serie. Il nome Azure vuole fare riferimento alla Cote d'Azur.

## Bentley Azure 1ª serie

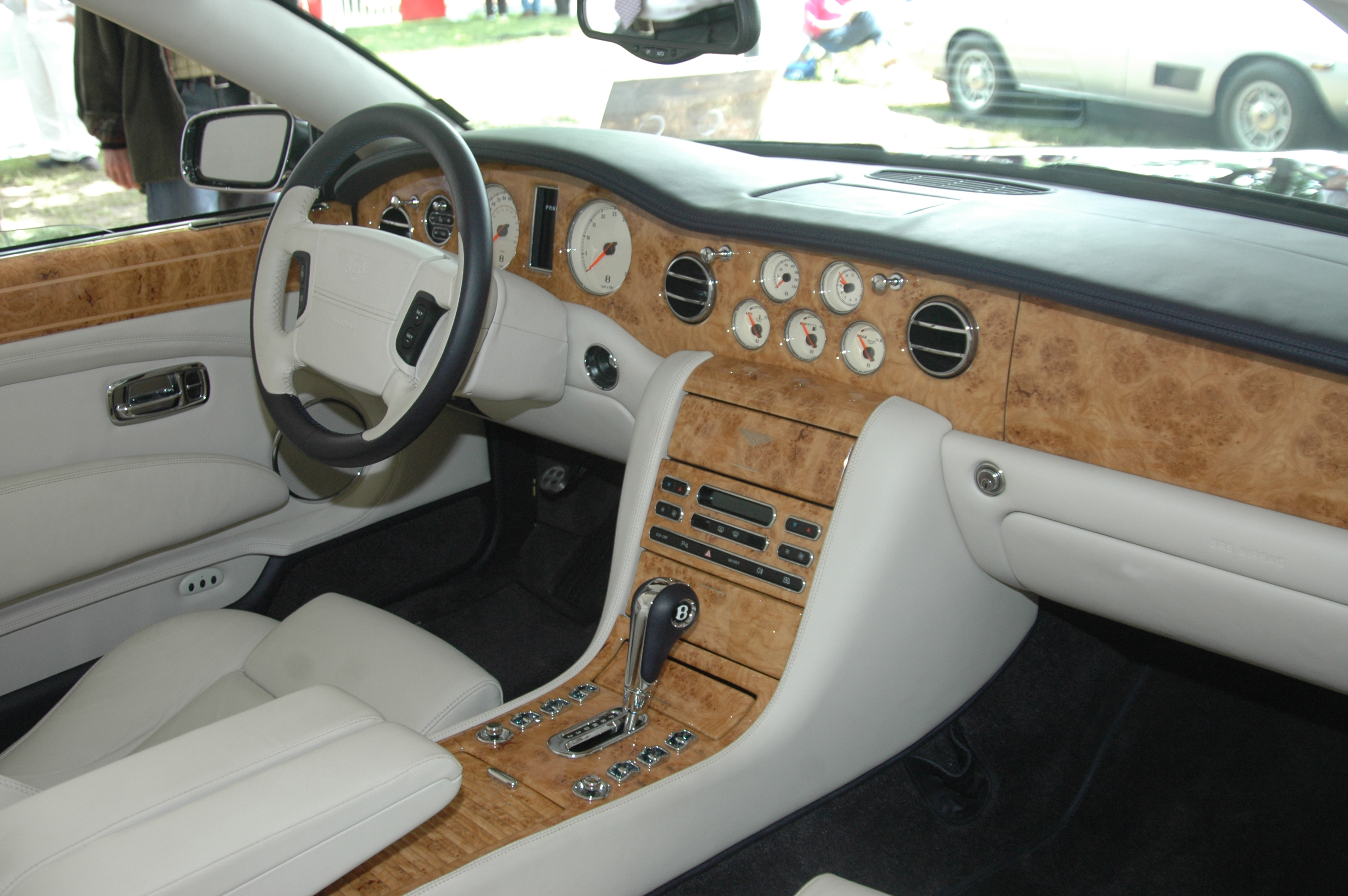
Una vista degli interni.

La Bentley Azure (1ª serie) deriva dalla coupé Bentley Continental R e dalla piattaforma Rolls-Royce Silver Spirit/Bentley Mulsanne, sostituisce la Bentley Continental Convertible. Disegnata dalla celebre casa torinese Pininfarina, è stata prodotta dal 1995 al 2003.
La scocca veniva lastrata e verniciata nello stabilimento Pininfarina di Grugliasco da cui veniva inviata nello stabilimento Bentley di Crewe per la carrozzeria e la messa in strada.
Il motore è un 6761 cm³, 8 cilindri a V di 90°, due turbocompressori Garrett con intercooler, eroga una potenza di 360 CV a 4200 giri/minuto, e una coppia di 750 N·m. In seguito, con il modello 1996, il motore è stato potenziato: 407 CV a 4000 giri/minuto e 800 N·m di coppia. La trazione è posteriore, il cambio a quattro rapporti è automatico a controllo elettronico, con blocco del convertitore. Velocità massima 240 km/h, accelerazione 0–100 km/h in 6,7 secondi. Bagagliaio 193 dm3, capacità serbatoio 108 litri.

### Allestimento Mulliner
Oltre alla versione standard, la Bentley Azure è stata prodotta dal 1998 al 2003 anche nell'allestimento Mulliner, una versione se possibile ancora più esclusiva.
Il motore è stato potenziato a 426 CV a 4100 giri/minuto e 875 N·m di coppia. Velocità massima 245 km/h, accelerazione 0–100 km/h in 6,2 secondi.

## Bentley Azure 2ª serie

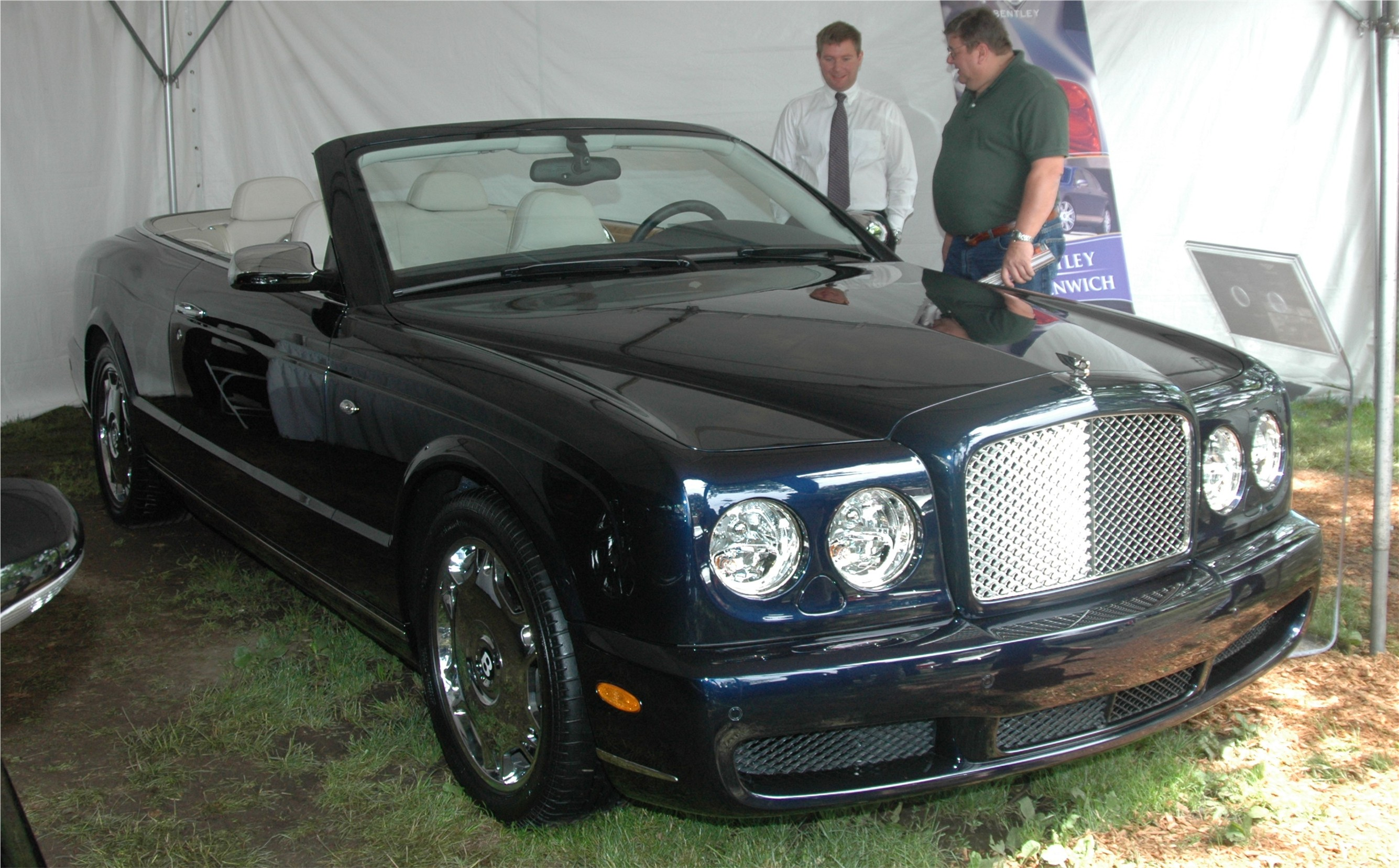
La Azure 2ª serie

La Bentley Azure (2ª serie) deriva dalla Arnage e fu l'erede della Azure (1ª serie), uscita di produzione nel 2003. Venne prodotta dal 2006 al 2009.
Il motore era un 6.761 cm³, 8 cilindri a V di 90°, due turbocompressori Garrett con intercooler, erogava una potenza di 456 CV a 4100 giri/minuto, e una coppia di 875 N·m con trazione posteriore e cambio automatico a quattro rapporti a controllo elettronico e blocco del convertitore. Velocità massima 270 km/h, accelerazione 0–100 km/h in 6,3 secondi. Bagagliaio 310 dm3, capacità serbatoio 96 litri. Consumo: urbano (25,8 litri/100 km), extra-urbano (13,1 litri/100 km), misto (17,8 litri/100 km).

Dal design e dal pianale di questa 2ª serie della Azure deriverà la Brooklands Coupé del 2008.
Prima di cessare la produzione del modello, della Azure venne realizzata la versione T. Quest'ultima si distingueva dal modello di serie per un design reso più sportivo da vari elementi e da una meccanica migliorata. La T impiegava un propulsore in alluminio 4.0 V8 derivato dalla Arnage T che sviluppava una potenza di 500 cv e 1000 Nm di coppia. Il motore viene gestito da un cambio automatico ZF a sei rapporti, mentre la trasmissione può essere settata su tre diverse opzioni di regolazioni (Drive, Sport and Manual). L'accelerazione da 0 a 100 km/h avviene in 5,2 secondi, con una velocità massima di 288 km/h. L'impianto frenante è composto da quattro freni a disco realizzati in carbonio/silicio. Per il controllo alla guida è stato inserito un sistema ESP. Gli interni sono interamente realizzati a mano in materiali pregiati ed è disponibile tra gli accessori di bordo un sistema Infotainment.

## Motorizzazioni
| Modello | Disponibilità    | Motore  | Cilindrata (cm³) | Potenza         | Coppia (Nm) | Emissioni CO2 (g/Km) | 0–100 km/h (secondi) | Velocità max (Km/h) | Consumo medio (Km/l) |
| 6.8     | dal 2006 al 2010 | Benzina | 6761             | 336 Kw (457 Cv) | 875         | 465                  | 5.9                  | 274                 | 4.8                  |